# 爱国街道 (湛江市)
爱国街道，是中华人民共和国广东省湛江市霞山区下辖的一个乡镇级行政单位。

## 行政区划
爱国街道下辖以下地区：
环湖社区、人民东社区、洪屋社区、东堤社区、汉口社区和特呈村。